# Олинфская третья
«Олинфская третья» (др.-греч. Ὀλυνθιακὸς Γ) — речь древнегреческого оратора Демосфена, сохранившаяся в составе «демосфеновского корпуса» под номером III. Последняя из трёх речей, произнесённых осенью 349 года в афинском Народном собрании против царя Македонии Филиппа II, угрожавшего тогда городу Олинф в Халкидике. Оратор здесь заявляет, что, учитывая значимость происходящих событий, Афины должны тратить на войну с Македонией все имеющиеся в казне излишки.
Судя по содержанию олинфских речей, все три были произнесены с минимальными временными интервалами. Последняя должна была прозвучать «незадолго до ноября 349 года до н. э.». Дионисий Галикарнасский полагал, что в действительности она была второй, а последней должна считаться «Олинфская первая», но исследователи считают это мнение необоснованным. Известно, что Демосфен не достиг своей цели: его предложение осталось без поддержки, Афины не оказали Олинфу достаточно эффективую помощь, и в 348 году до н. э. город был взят македонянами.